# تنوين
التَّنوين هي النون الزائدة في آخر الاسم لفظًا لا كتابةً، فالنون تُلفظ ولكنها لا تكتب وإنما يُشار إليها، وذلك عن طريق مضاعفة حركة نهاية الاسم المطلوب تنوينه، لينتج لدينا بذلك ثلاثة أشكال من التنوين: تنوين فتح، تنوين ضم، تنوين كسر. وهي إحدى حركات التشكيل المستعملة في اللّغة العربيّة.
| أشكال التنوين حسب الحركة |       |      |      |       |       |
| الفتح                    | الفتح | الضم | الضم | الكسر | الكسر |
| ـَ                        | ـً     | ـُ    | ـٌ    | ـِ     | ـٍ     |

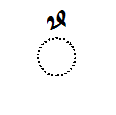
تنوين بالضم
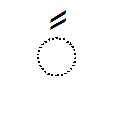
تنوين بالفتح
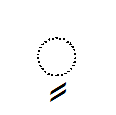
تنوين بالكسر

يجب الانتباه عند إضافة تنوين النصب (تنوين الفتح في حالة الاسم المنصوب) للأسماء فيما إذا كانت نهاية الاسم المطلوب تنوينه أي الحرف الأخير فيه يقبل مثل هذا التنوين أو أننا بحاجة إلى ألف زائدة توضع في نهاية الاسم وتسمى هذه الألف ألف التنوين.

## التنوين في الأسماء

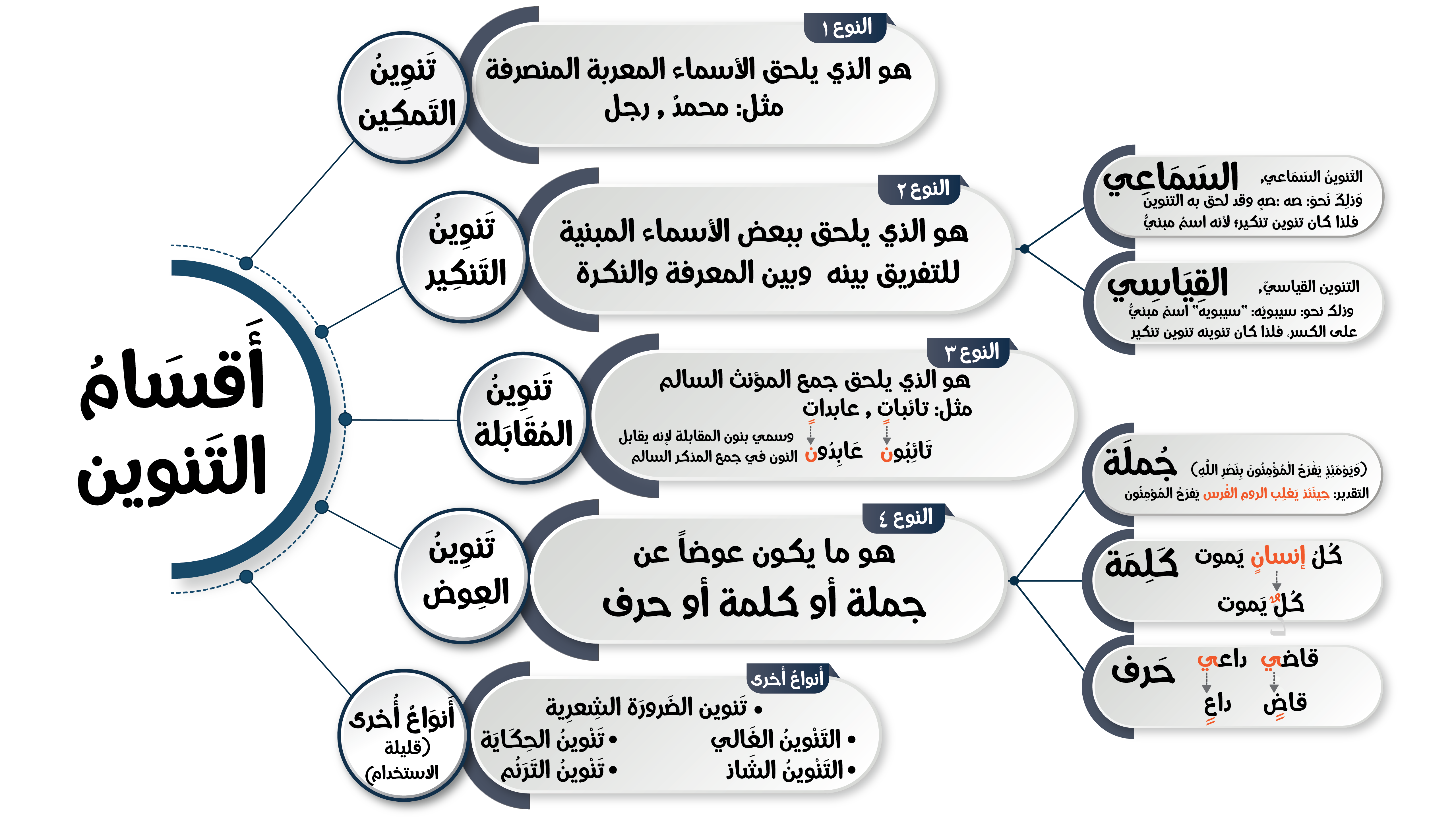
اقسام التنوين

الجدول الآتي يبين أنواع الأسماء المختلفة، وطريقة إضافة التنوين إليها بالحالات الإعرابية الثلاث:
| حالة الرفع | حالة النصب | حالة الجر | النوع                               | لاحظ                                                                                      |
| مساجدُ      | مصابيحَ     | مسائلَ     | اسم ممنوع من الصرف                  | لا يقبل التنوين ويحرك بالفتح في حالة الجر                                                 |
| قصيدةٌ      | مقطورةً     | عاملةٍ     | اسم منتهي بتاء مربوطة               | يوضع التنوين بشكل مباشر                                                                   |
| رجلٌ        | طالبًا      | بنتٍ       | اسم غير معتل الآخر                  | يوضع التنوين بشكل مباشر نحتاج إلى ألف التنوين في حالة النصب                               |
| ماضٍ        | محاميًا     | قاضٍ       | اسم منقوص                           | يوضع تنوين الكسر بعد حذف الياء في حالتي الرفع والجر & نحتاج إلى ألف التنوين في حالة النصب |
| دعاءٌ       | سماءً       | بناءٍ      | اسم ممدود                           | يوضع التنوين بشكل مباشر                                                                   |
| عصًا        | فتًى        | هوًى       | اسم مقصور                           | يوضع التنوين في كل الحالات ولكن ينون دائمًا بتنوين الفتحة.                                 |
| جزءٌ        | لؤلؤًا      | مستهزئٍ    | مهموز النهاية مسبوق بكسر ضم أو سكون | يوضع التنوين بشكل مباشر نحتاج إلى ألف التنوين في حالة النصب                               |

أما بالنسبة للأسماء المهموزة النهاية فإن:
- سبق همزتها فتح ينون الاسم بشكل مباشر على نحو: نبأ - نبأً
- سبق همزتها ياء ساكنة ينون الاسم بإضافة ألف التنوين على نحو: بريء - بريئًا

## أنواع التنوين
يمكن تقسيم التنوين بأشكاله الثلاث إلى أنواع وهي:

تنوين التمكين - تنوين التنكير - تنوين المقابلة - تنوين العوض.

### تنوين التمكين
و هو التنوين الذي يلحق بالأسماء المعربة المنصرفة على نحو:

رجلٌ - طالبًا - إنسانٍ

### تنوين التنكير
و هو الذي يلحق بعض الأسماء المبنية وذلك تفريقا بين معرفتها ونكرتها وهو على نوعين:
- سماعي وذلك في اسم الفعل على نحو: صهٍ.
- قياسي في الأسماء المبنية المنتهية بلفظ (ويه) في حال كونها نكرات: نحوُ قولك: جاء سيبويهِ وسيبويهٌ آخر، رأيت سيبويهِ وسيبويهاَََ آخر، مررت بسيبويهِ وسيبويهِِ آخر. ومن الألفاظ المبنية المنتهية بلفظ (ويه): خالويه ونفطويه ودرستويه ومسكويه وراهويه وحمدويه وبرزويه وأرزويه...

### تنوين المقابلة
و هو الذي يلحق جمع المؤنث السالم على نحو كلمة:

مؤمناتٌ لأنه في مقابلة النون في جمع المذكر السالم مثل كلمة : مؤمنون.

### تنوين العوض
و العوض هنا على أشكال:
1. عوض عن جملة: ويكون ذلك فقط في إذ الظرفية في نحو: قمنا وحينئذٍ سافرنا وهنا أتى التنوين كتعويض عن جملة قمنا والمعنى هنا حين قمنا سافرنا
2. عوض عن كلمة: ويكون ذلك بعد كلمة ( كل ) في نحو: كلٌّ قائمٌ وهنا أتى التنوين كتعويض عن كلمة تناسب المعنى وتعرب مضافا إليه لكلمة كل والمعنى هنا كلُّ إنسان قائمٌ.
3. عوض عن حرف: وذلك في الاسم المنقوص الممنوع من الصرف في نحو: جوارٍ وهنا أتى التنوين كتعويض عن حرف الياء المحذوف إذ أن أصل هو جواري مع الياء والتي هي جمع كلمة جارية.

### أنواع أخرى
وهي نادرة الاستعمال مثل:
- تنوين الضرورة الشعرية.
- التنوين الغالي.
- التنوين الشاذ.
- تنوين الحكاية.
- تنوين الترنم.

## استعمالات التنوين
من أهم استعمالات التنوين:
- تنوين الاسم المعرب المصرف المفرد النكرة وذلك تأكيدا على نكرته على نحو: دخلت المطعمَ الجديدَ - دخلت مطعمًا جديدًا.

فكلمة مطعم الواردة في المثال الثاني هي اسم معرب—أي متغير حركة الإعراب مع تغير الحالة الإعرابية) مصرف؛ أي أنه ليس من ضمن الأسماء الممنوعة من الصرف، مفرد وفي حالة النكرة مما استوجب إضافة التنوين على آخره تأكيدا على اسمية الكلمة ونكرتها.

## الألف المنونة
يجب أن يكتب التنوين على الحرف الذي يسبق الألف الأخيرة (الزائدة)، لأن التنوين يعد تنوين الحرف كما في كتابٌ وكتابٍ ومع تنوين النصب تصبح الكلمة كتابًا مع وضع التنوين على الباء.

## طريقة الكتابة على الحاسوب
- يكتب تنوين الفتحة shift+W
- يكتب تنوين الكسرة shift+S
- يكتب تنوين الضمةshift+R

## وصلات خارجية
- تنوين المنصوب: أعلى الحرف يرسم أم على الألف؟